# Morsano al Tagliamento

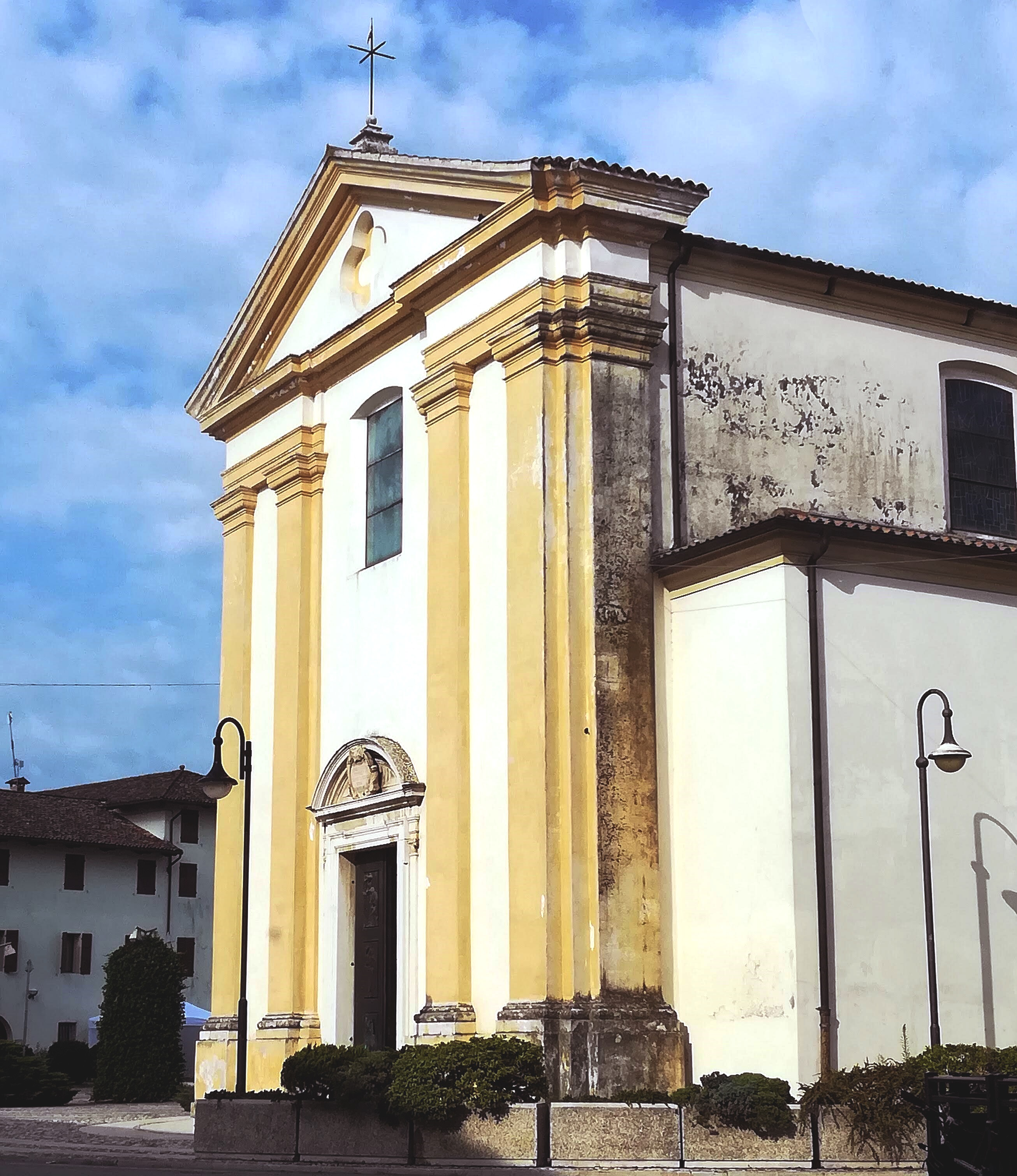
Die Pfarrkirche von Morsano al Tagliamento

Die Gemeinde Morsano al Tagliamento  (furlanisch Morsàn des Ocjis) liegt in Nordost-Italien in der Region Friaul-Julisch Venetien. Sie liegt südlich von Pordenone und hat 2681 Einwohner (Stand 31. Dezember 2023). 
Die Gemeinde umfasst neben dem Hauptort Morsano al Tagliamento fünf weitere Ortschaften und Weiher: Bando, Bolzano, Mussons, Saletto und San Paolo al Tagliamento. Die Nachbargemeinden sind Camino al Tagliamento, Cordovado, Fossalta di Portogruaro (VE), San Michele al Tagliamento (VE), San Vito al Tagliamento, Sesto al Reghena, Teglio Veneto (VE) und Varmo.